# Adicella zniachtl
Adicella zniachtl är en nattsländeart som beskrevs av Malicky 1995. Adicella zniachtl ingår i släktet Adicella och familjen långhornssländor. Inga underarter finns listade i Catalogue of Life.